# Almè
Almè är en ort och kommun i provinsen Bergamo i regionen Lombardiet i Italien. Kommunen hade 5 538 invånare (2018).